# 细鳞弓鱼
细鳞弓鱼（学名：Racoma chongi）为鲤科弓鱼属的鱼类，俗名洋鱼，是中国的特有物种。分布于金沙江下游和长江干流的上游等。该物种的模式产地在四川重庆。

## 扩展阅读
維基物種上的相關：细鳞弓鱼